# エルンスト・バルラハ

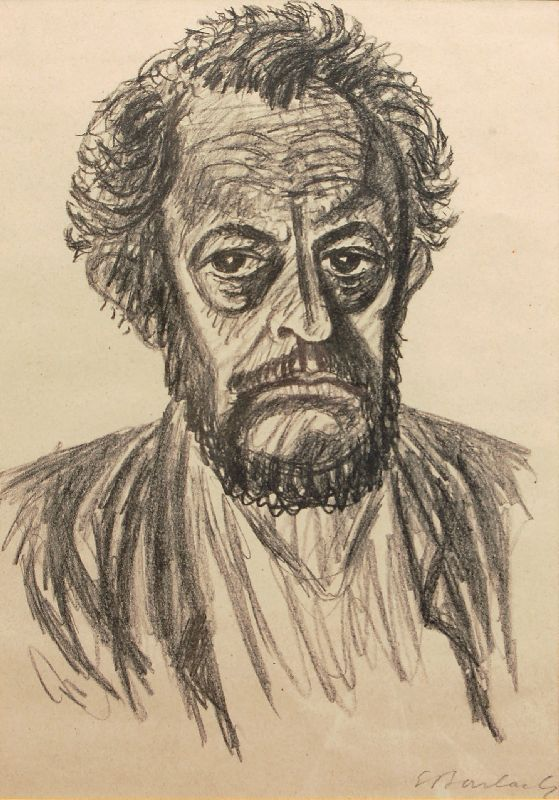
自画像（1928年）

エルンスト・バルラハまたはバルラッハ（Ernst Barlach、1870年1月2日 - 1938年10月24日）は20世紀ドイツの、表現主義の彫刻家、画家、劇作家である。第一次世界大戦に始めのうちは賛同していたが、自身が戦争を体験することにより転換。反戦的、厭戦的な作品を多く残すようになった。しかし、そのためにナチスによって退廃芸術の烙印を押され、多くの作品が没収、いくつかは破壊された。
彼は彫刻家として最もよく知られているが、絵画、陶芸、版画、戯曲、小説といった幅広い分野で作品を残している。初期のアール・ヌーヴォースタイルの絵画は日本の浮世絵の影響を受けているという。

## 生涯
1870年1月2日、エルンスト・バルラハはドイツのヴェーデル（Wedel,シュレースヴィヒ＝ホルシュタイン州のピンネベルク地区、ハンブルクの西方に当たる）で生まれた。父は医師のゲオルク・バルラハ（Georg Barlach）、母はヨハンナ・ルイーズ・バルラハ（Johanna Luise Barlach）。四人兄弟の長男であった。一家は1872年にシェーンベルクに、1877年にはラッツェブルクに引越す。1884年、父死去。

### 修行時代
1888年から1891年までハンブルクの職業学校に通う。才能を認められ、1891年から1895年までドレスデン王立美術学校で彫刻の勉強をする。この頃、初期の代表作「ハーブを摘む女（Die Krautpflückerin）」を制作。一年間、フランスに渡り、パリのアカデミー・ジュリアンで学ぶが、ドイツの芸術家がフランスのスタイルを模倣しがちなことに対する批判精神は忘れなかった。1897年には再びパリで二、三ヶ月ほど勉学を続けた。
卒業後、バルラハは生まれ故郷のヴェーデルに戻り、戯曲の執筆を試みるが、ハンブルクのリヒャルト・ムッツ製陶工房で、主にアール・ヌーヴォースタイルの彫刻家として働く。アール・ヌーヴォーの雑誌「ユーゲント（Jugend、若者）」にイラストを提供もした。また、ヘール・グレンツハウゼン製陶専門学校で素描教師としても働いた。1904年には最初の個展をベルリンで開く。

### 表現主義
1906年、商業的になかなか成功しないことに悩んだバルラハは、弟ニコラスと共に、ロシアで技師として働いている弟のハンスを訪ねる二ヶ月の旅行に出る。これが彼の作風に大きな影響をあたえた。さらに、この旅行中に息子ニコラスが生まれていた。男女関係にあった母親のローザ・シュヴァープ（Rosa Schwab）との2年にわたる裁判の結果、息子の監護権を勝ち取る。
ロシア旅行後、画商のパウル・カッシーラーなどがパトロンになり経済的に余裕が生まれたことから、顔と手に注目しその他の部分は抑えるという表現主義のスタイルを発展させた。また、初期ゴシック・アート形式の、深いひだのついた木像や銅像も制作しはじめた。風刺雑誌「ジンプリチシムス（Simplicissimus）」にイラストを提供。さらに、文学作品も執筆している。作品は様々な展覧会に出展された。1909年、イタリアのフィレンツェで十ヶ月ほど研修した後、1910年にギュストロウに移住、生涯をここで過ごした。
第一次世界大戦の始まる以前、バルラハは熱烈な戦争支持者であり、戦争による新しい芸術の時代を待ち焦がれていた。これは例えば、1914年の銅像「復讐者（Der Rächer）」に見ることができる。彼の待っていた「新しい芸術の時代」は1915年から1916年に歩兵として兵役志願することによってやって来た。しかしバルラハは反戦主義者として帰還した。戦場での恐怖が以降の作品に大きな影響をもたらした。

### 芸術家としての成功
戦争終結後、彼の名声は高まり、多くの賞を受賞。1919年にはプロイセン芸術アカデミー、1925にはミュンヘン芸術アカデミーの一員に選ばれるが、学位や教授の職は辞退した。戯曲「死の日（Der tote Tag）」、「哀れないとこ（Der arme Vatter）」などが初演される。この頃、彫刻家のベルンハルト・ベーマーとその妻で同じく彫刻家のマルガ・ベーマー（Marga Böhmer）と知り合う。ベルンハルトは後にバルラハの秘書や画商となった。迫害の時代には、ナチ党員という身分を利用してバルラハ作品の保護を行った。マルガ夫人は後のバルラハの生涯の伴侶となる。

### 退廃芸術

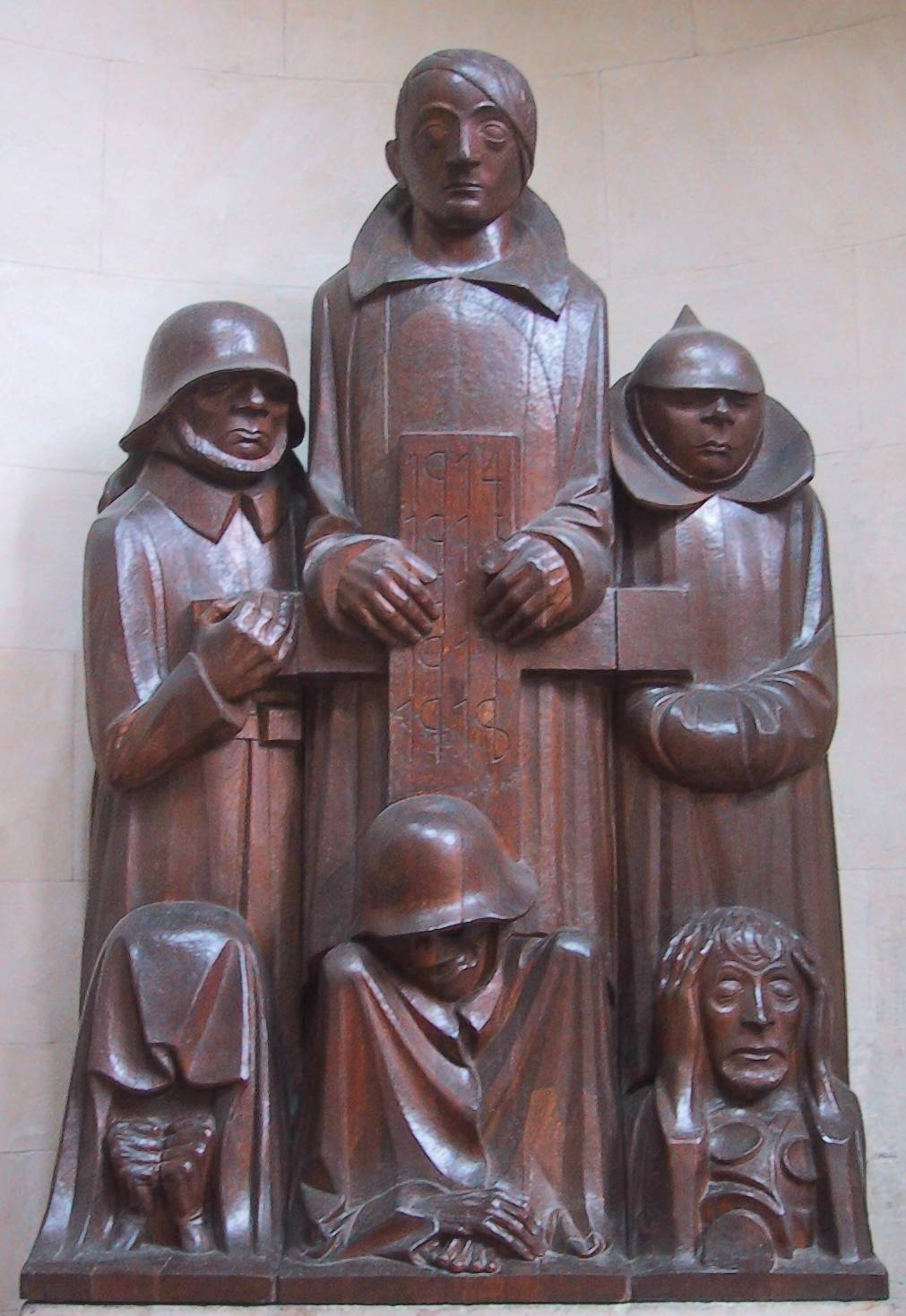
マクデブルク戦没者記念碑

1928年以降もバルラハは自身の戦争体験に基づいた反戦的な作品を作り続けていたが、ナチズムの台頭により作品は様々な批判の対象となった。例えば、「マクデブルク戦没者記念碑（Magdeburger Ehrenmal）」は、英雄的なドイツ兵が国家の栄光のために戦った場面を期待されてマクデブルク市から制作を依頼されたが、バルラハはフランス兵、ドイツ兵、ロシア兵が戦争による恐怖と痛みに絶望の表情を見せる作品を作った。当然のことながら、この作品は戦争支持者による激しい議論を巻き起こし、結局、1934年に撤去された。他国に売却されるところを、ベーマーが買い取って保護していたため、戦後マクデブルク大聖堂に設置された。しかし、このような攻撃はバルラハが死去するまで続いた。
1931年、友人のベーマー夫妻が別居。バルラハはマルガ夫人と同居生活に入る。
1936年、ケーテ・コルヴィッツ、ヴィルヘルム・レームブルックとの展覧会を開くが、多くの作品が没収される。バルラハは作品の制作を禁じられ、芸術アカデミーの会員資格も取り消される。
1937年には全ての美術館から作品の撤去。さらにはミュンヘンの「退廃芸術展」で銅像「再会」が晒しものにされた（展示時のタイトルは「キリストとヨハネ」。実際はキリストとトマスの再会がモチーフである）。8月、ギュストロウ戦没者記念碑の撤去。銅像は軍事目的のために熔解された。現在ケルンとギュストロウにある像は復元されたものである。
1938年3月、ハンブルク戦没者記念碑除去。10月24日、ロストックで脳溢血のため死去。ラッツェブルクの墓地に葬られた。68歳。死後、ニューヨークで記念展覧会が開かれた。ロンドンでの「20世紀ドイツ芸術展」ではバルラハの9作品が展示された。
戦後、名誉回復の行われたバルラハ作品は、1950年には「ハンブルク戦没者記念碑」が、1953年には「ギュストロウ戦没者記念」が復元され、元の場所に設置された。しかし、このときも一部の市民から反対の声が上がったという。

## 主な作品
- 「ハーブを摘む女」（Die Krautpflückerin）、1894年
- 「座った女」（Sitzendes Weib） 、ニュルンベルク、1908年
- 「忘我」　1911-12　愛知県美術館蔵
- 「復讐者」 （Der Rächer）、1914年
- 「再会」（Das Wiedersehen）、1926年
- 「ギュストロウ戦没者記念碑」（Güstrower Ehrenmal）、ギュストロウ 、1927年
- 「漂う天使(ドーム天使)」（Der schwebende Engel）、1927年
- 「歌う男」（Der singende Mann）、ニュルンベルク、1928年
- 「闘う天使」（ Der Geistkämpfer）、キール、1928年
- 「マクデブルク戦没者記念碑」（Magdeburger Ehrenmal）、マクデブルク大聖堂、 マクデブルク 、1929年
- 「杖をついた物乞い」（Bettler auf Krücken）、1930年
- 「ハンブルク戦没者記念碑(母と子)」（Hamburger Ehrenmahl）、ハンブルク、1931年
- 「読書する人」（Der Buchleser）、シュヴェリーン、1936年

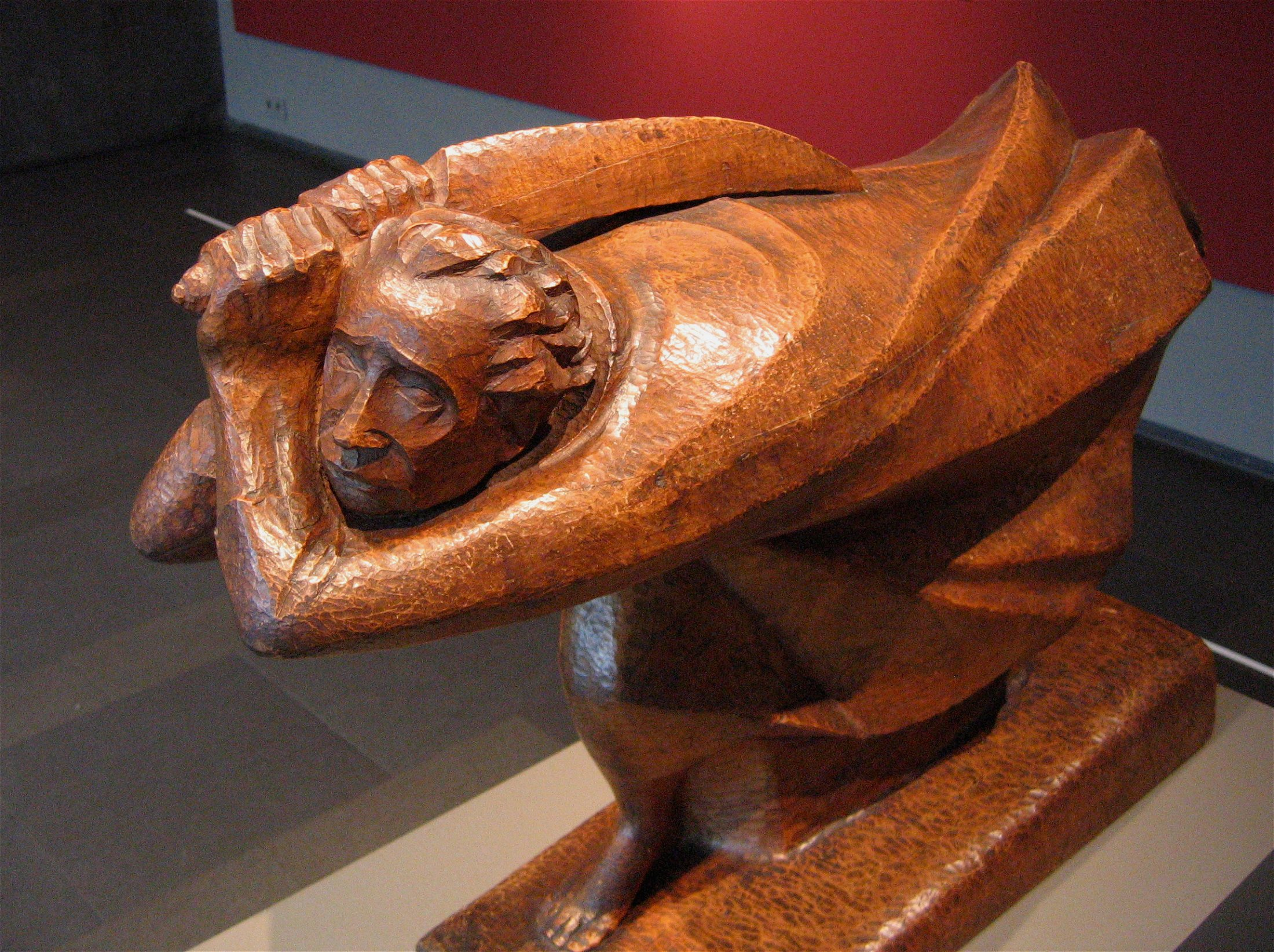
復讐者
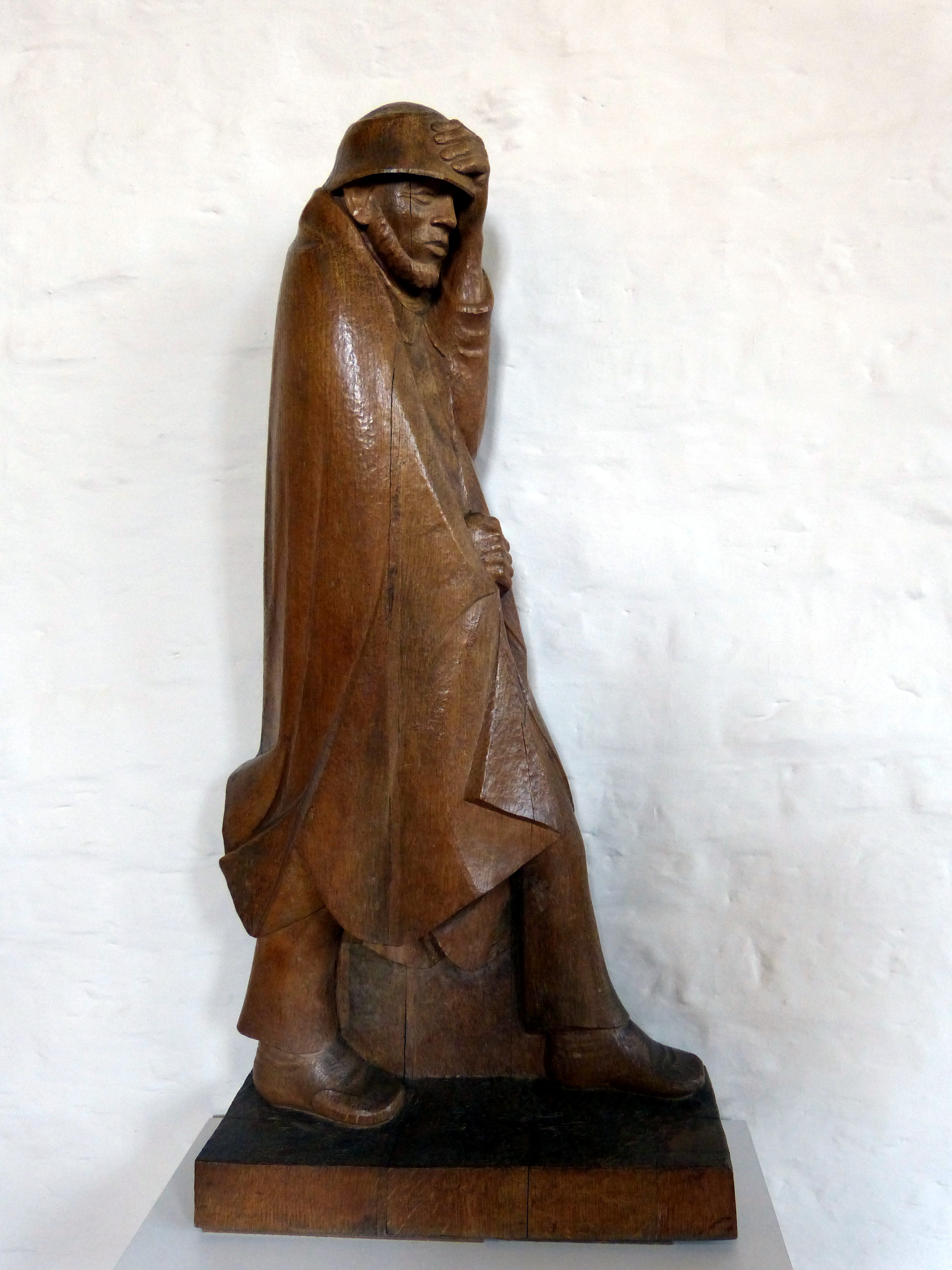
風の中の旅人
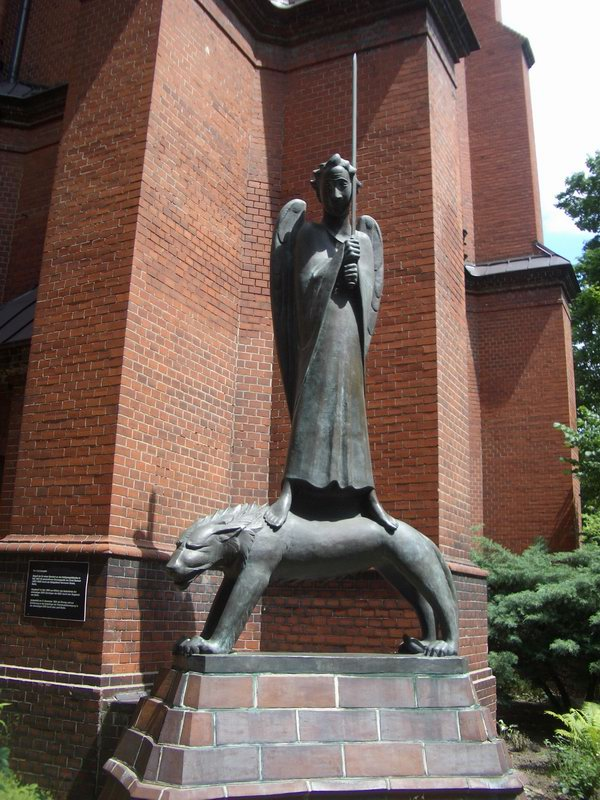
闘う天使像 (ベルリンゲッセマネ教会)
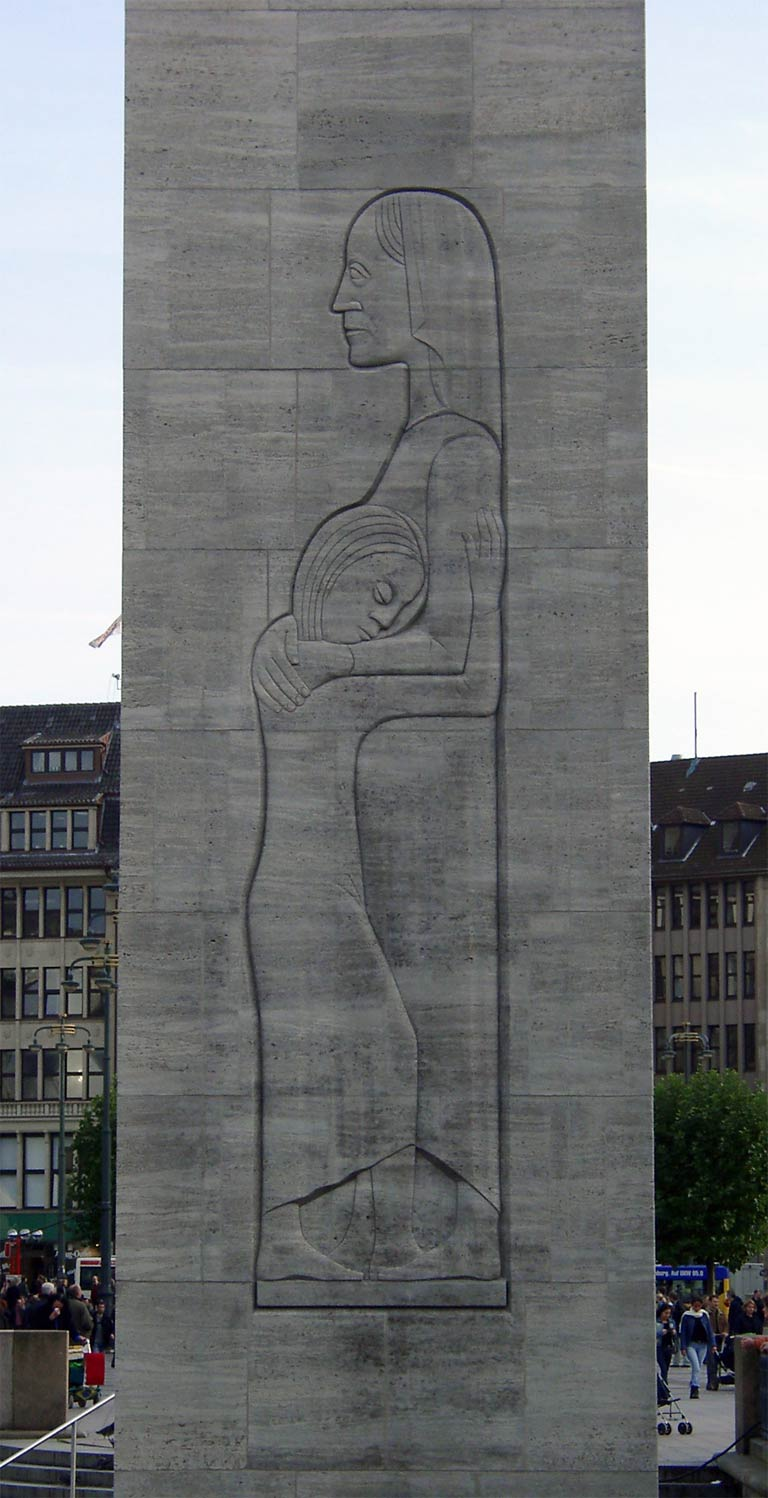
ハンブルク戦没者記念碑
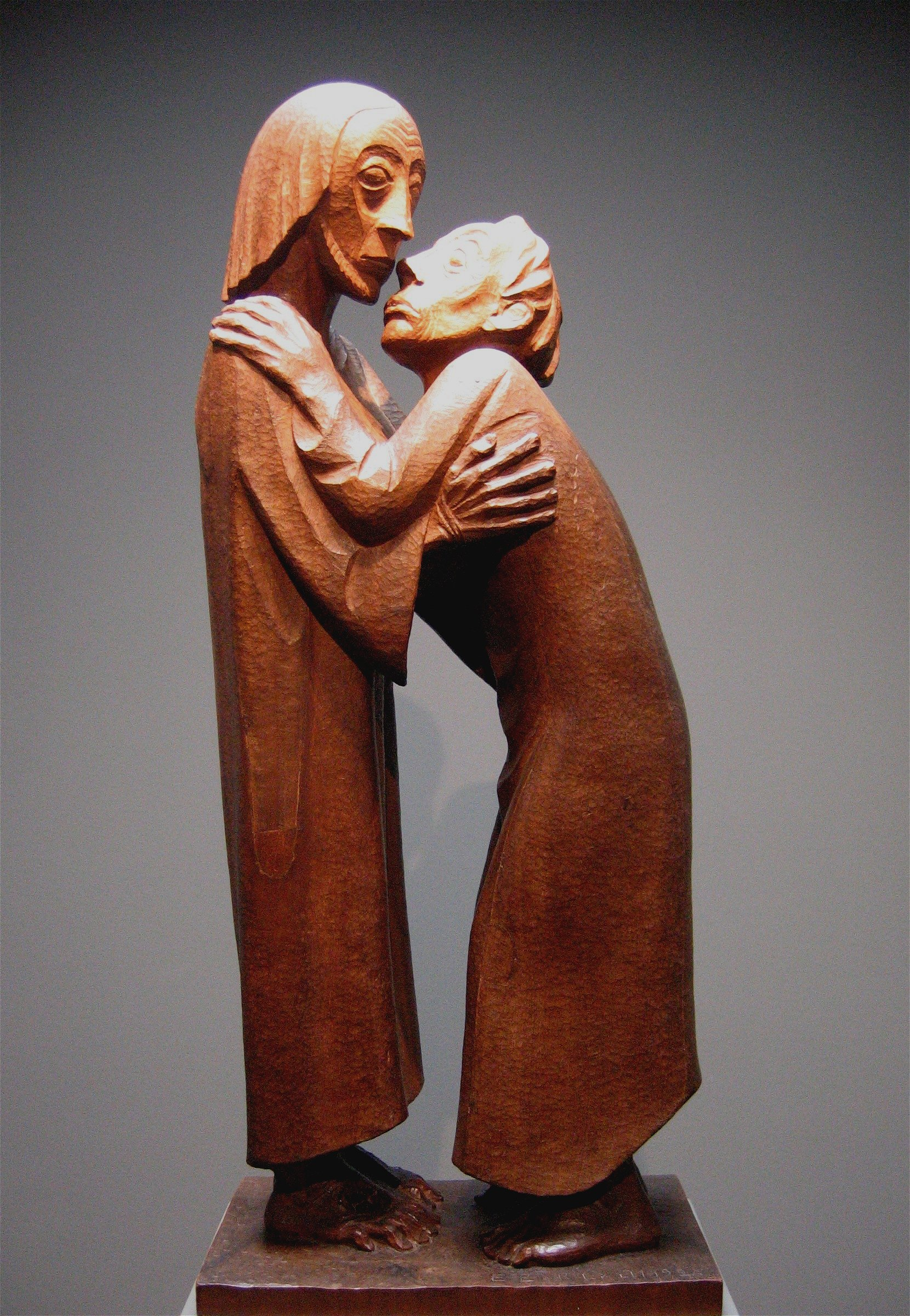
再会
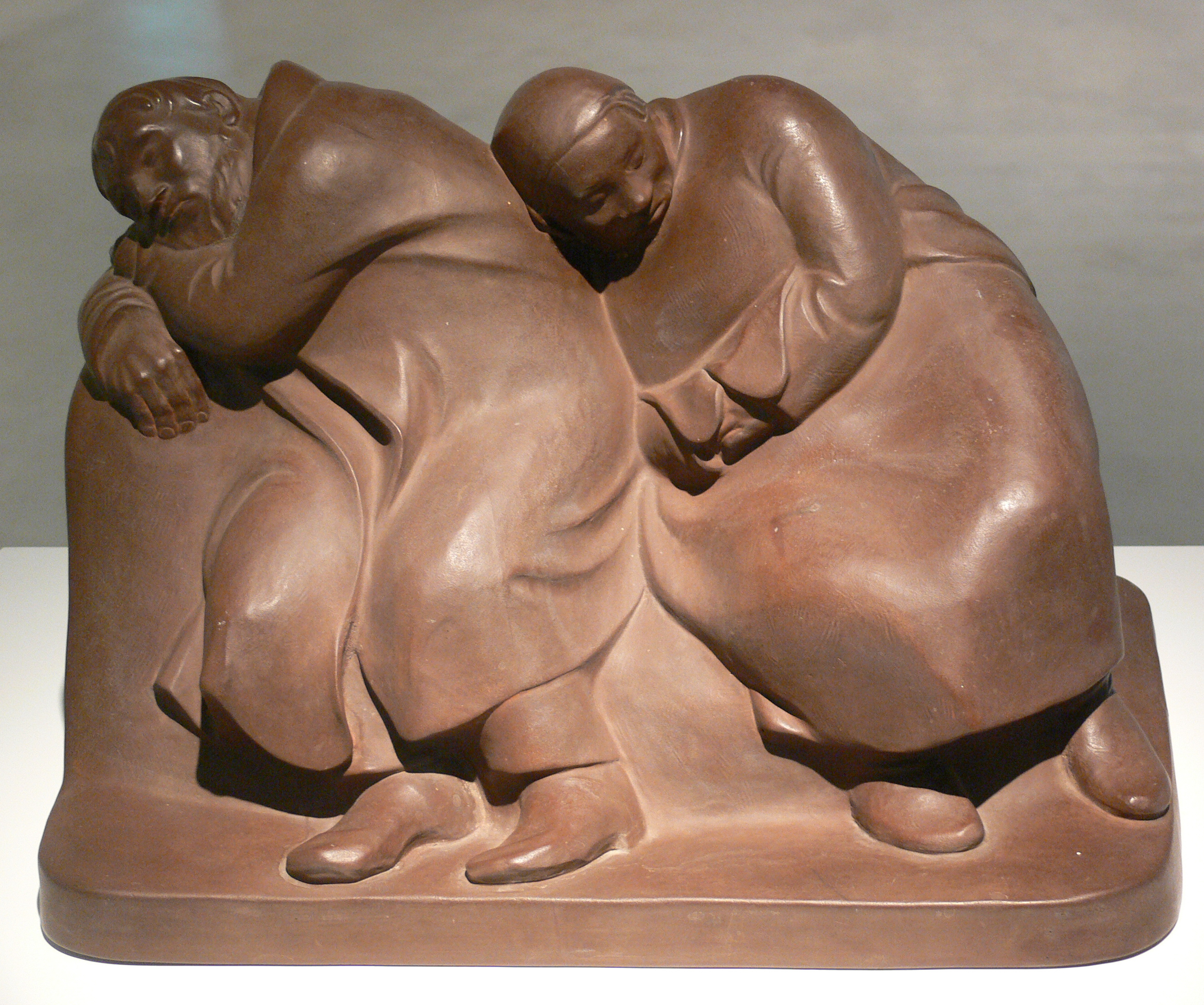
眠れる小作農
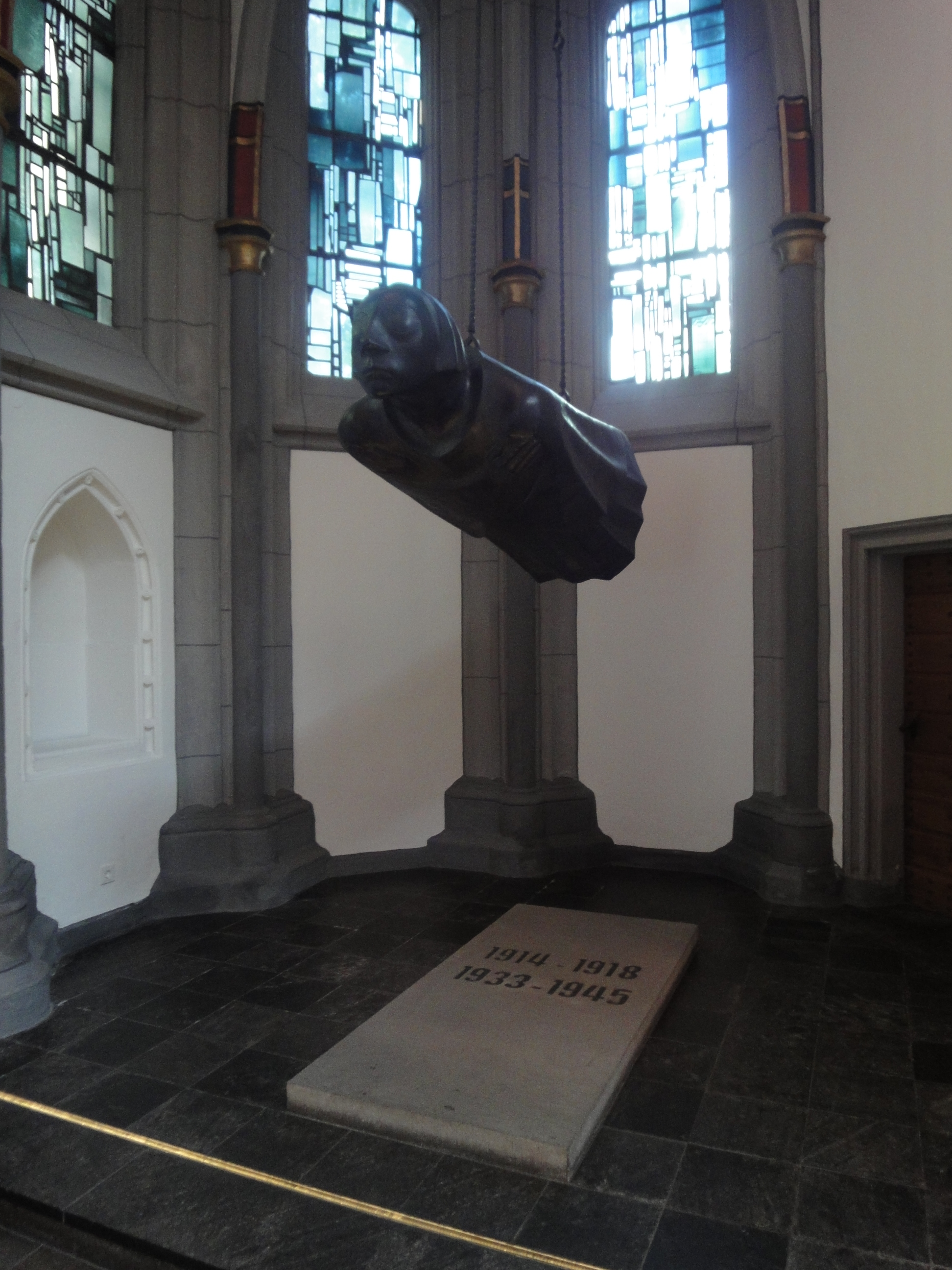
漂う天使
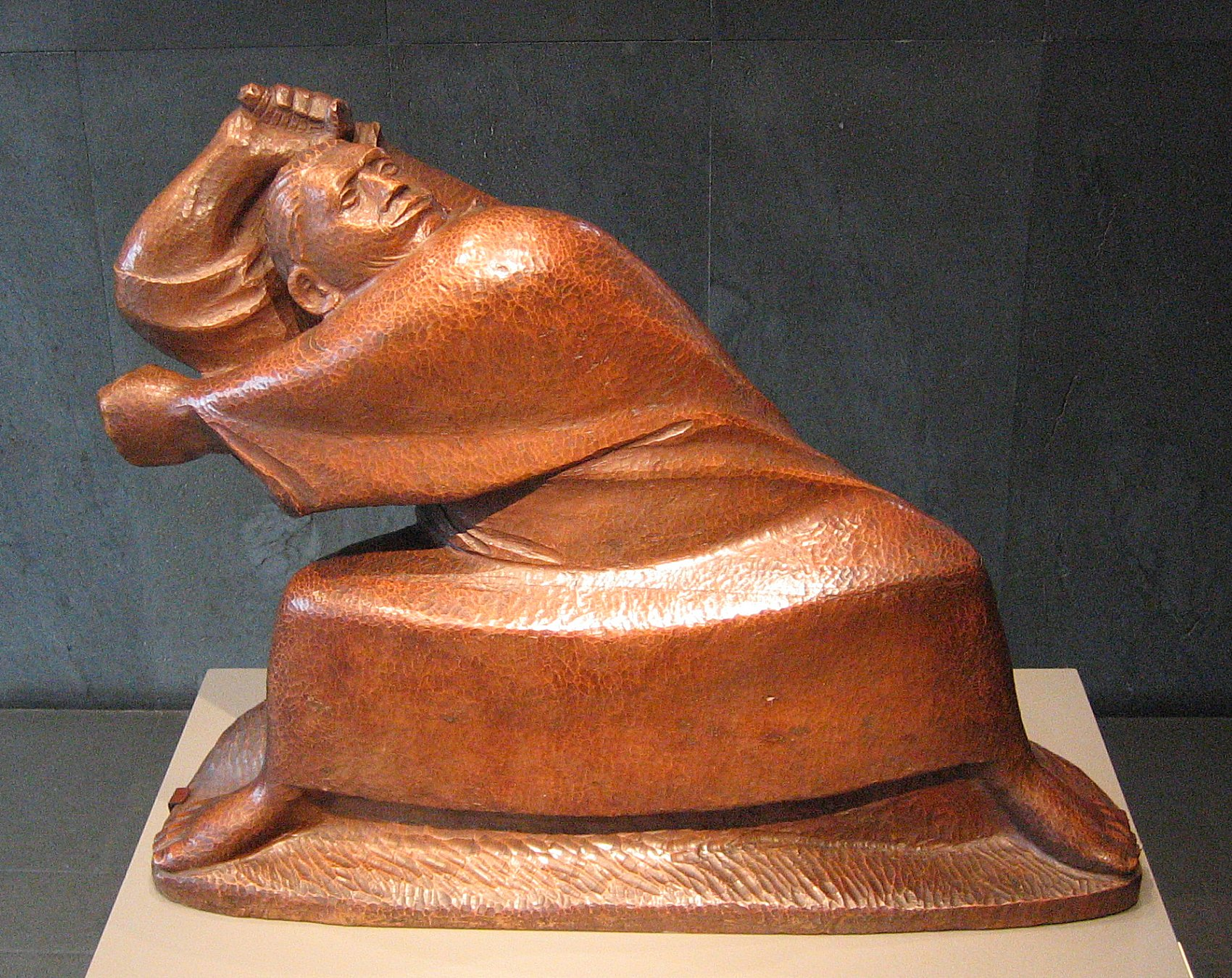
狂戦士
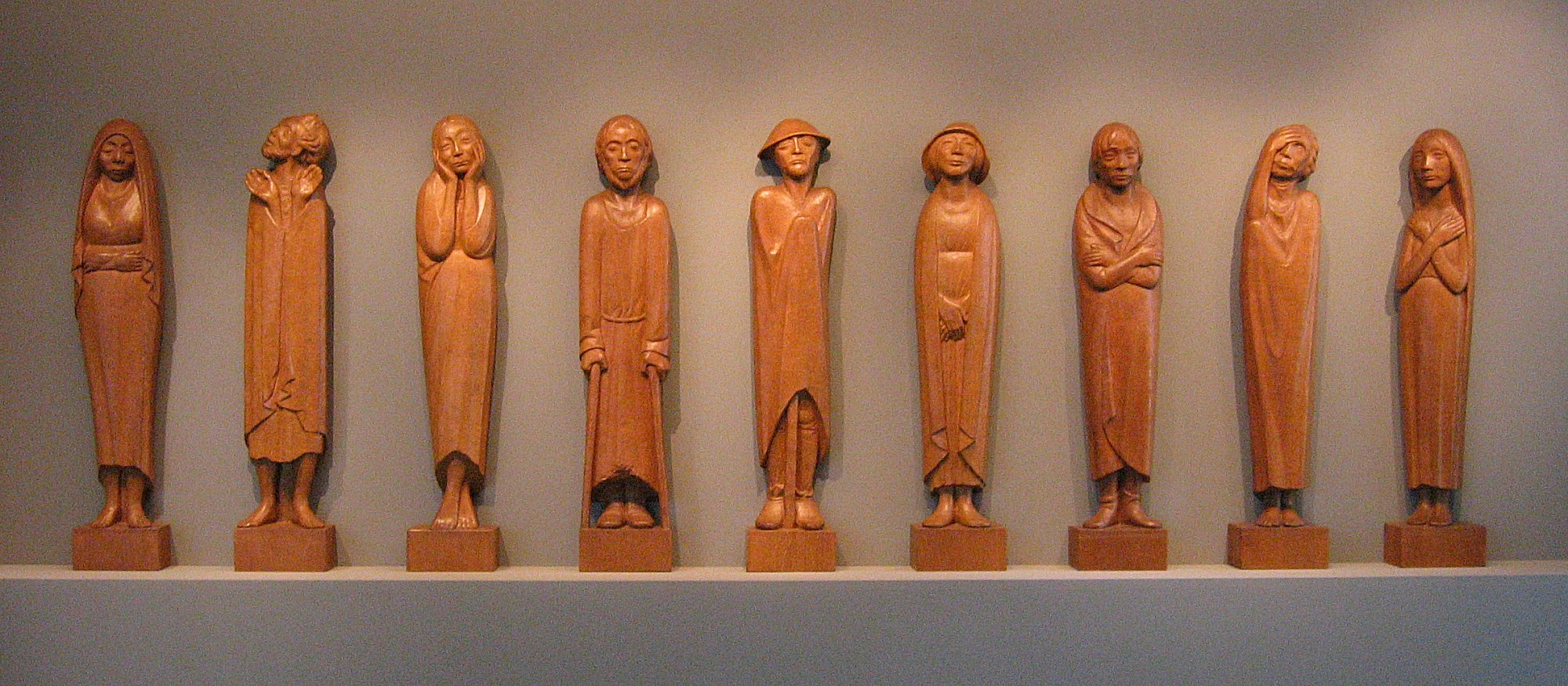
耳を澄ます人たちのフリーズ

## 美術館

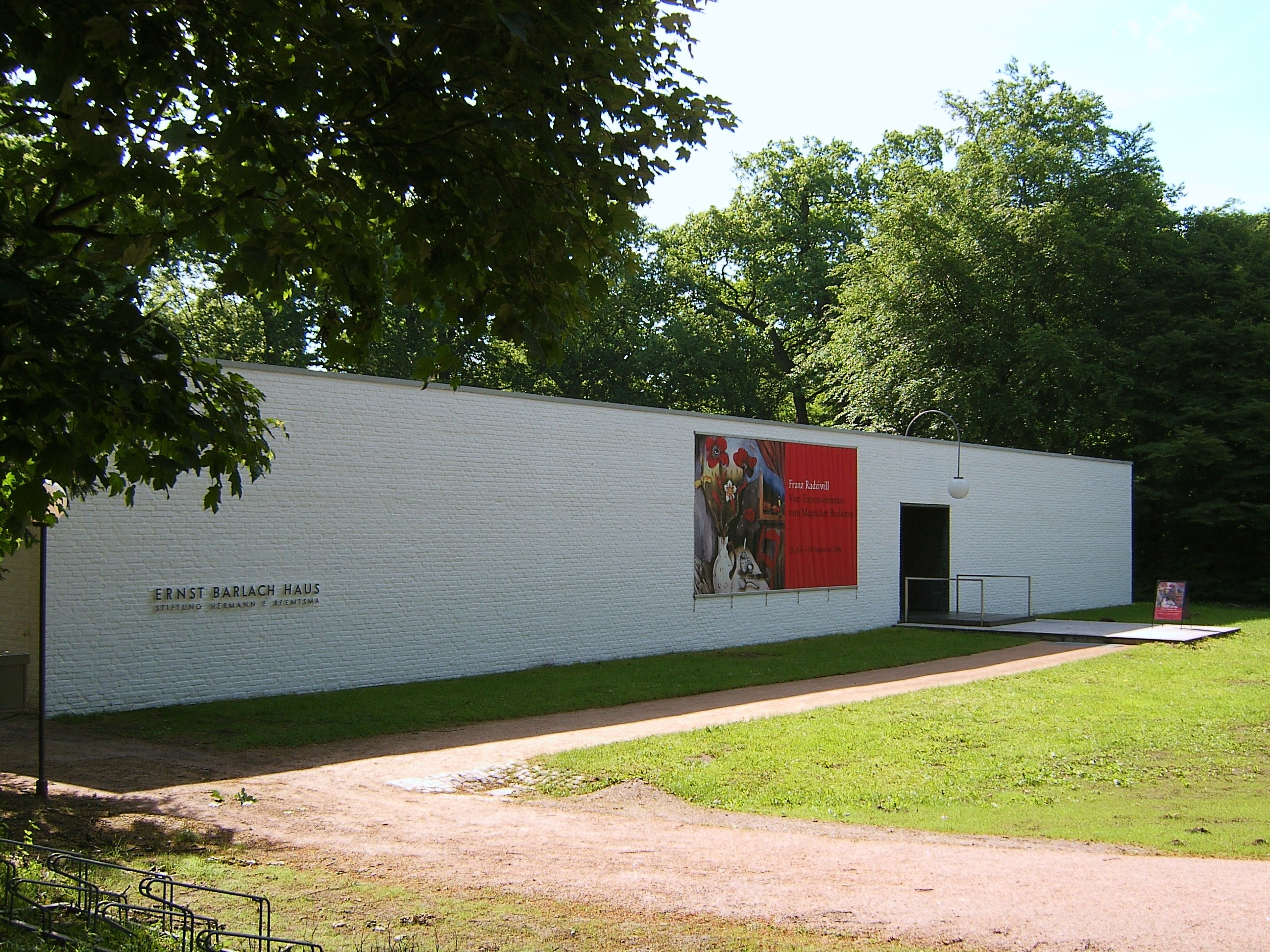
エルンスト・バルラハ・ハウス

ハンブルクのイェーニシュ公園内にはエルンスト・バルラハ・ハウス(Ernst-Barlach-Haus)があり、多くの作品を収蔵・展示している。